# Манастир Снагов
Манастир Снагов је православни манастир у близини истоименог села, округ Илфов, Румунија. Манастир је коришћен као бојарски затвор.
Налази се на малом острву у језеру Снагов. Први писани подаци о манастиру датирају из 1408. године, за време владавине кнеза Мирча I Старијег. Према извештајима, влашки владар Влад Цепеш је подигао одбрамбени зид, мост, затвор и подводни тунел око манастирског насеља. У манастиру су сачуване фреске које приказују Нагое Басараба са сином Теодосијем и Мирча V Чобанула са породицом.
Према једној од легенди и верзија о сахрани безглавог тела Влада Тепеша, то се догодило у овом манастиру. Према легенди, монаси су открили тело после битке крајем децембра 1476. године и сакрили га за хришћанску сахрану. Сахрана је била тајна да тело не би оскврнио нови владар Влашке, којег су Османлије поставиле на престо. Истина се не може прецизно утврдити..
Камену манастирску цркву у византијском стилу подигао је владар Неагое Басараб 1517-1521. Црква има четири полигоналне куле, а њену унутрашњост је 1563. године осликао сликар Добромир по наруџбини породице Петра II Младог.
У другој половини 17. века, под Константином Бранковеануом, у манастиру је постављена штампарија на црквенословенском и грчком језику. У то време овде су штампане прве латинске књиге у Влашкој.